# 퓨처이브이
퓨처이브이는 대한민국의 소규모 자동차 업체다.